# Herminium
Herminium es un género de orquídeas perteneciente a la subfamilia Orchidoideae. Se distribuye por Eurasia.

## Especies deHerminium
A continuación se brinda un listado de las especies del género Herminium aceptadas hasta mayo de 2011, ordenadas alfabéticamente. Para cada una se indica el nombre binomial seguido del autor, abreviado según las convenciones y usos y la publicación válida.
- Anexo:Especies de Herminium

## Sinonimia
- Monorchis Ség. (1754).
- Monorchis Ehrh. (1789).
- Chamaerepes Spreng. (1826).
- Aopla Lindl. (1835).
- Aspla Rchb. (1841).
- Cybele Falc. in J.Lindley (1847).
- Thisbe Falc. in J.Lindley (1847).[2]